# Racenaeschna
Racenaeschna is een geslacht van libellen (Odonata) uit de familie van de glazenmakers (Aeshnidae).

## Soorten
Racenaeschna omvat 1 soort:
- Racenaeschna angustistrigis Calvert, 1958